# Aeroporto di Ypenburg
L'Aeroporto di Ypenburg (Olandese: Vliegveld Ypenburg), chiamato in tempi più recenti Base aerea di Ypenburg, è stato un aeroporto nei Paesi Bassi nei pressi della città de L'Aia. Il codice ICAO era EHYP.

## Storia

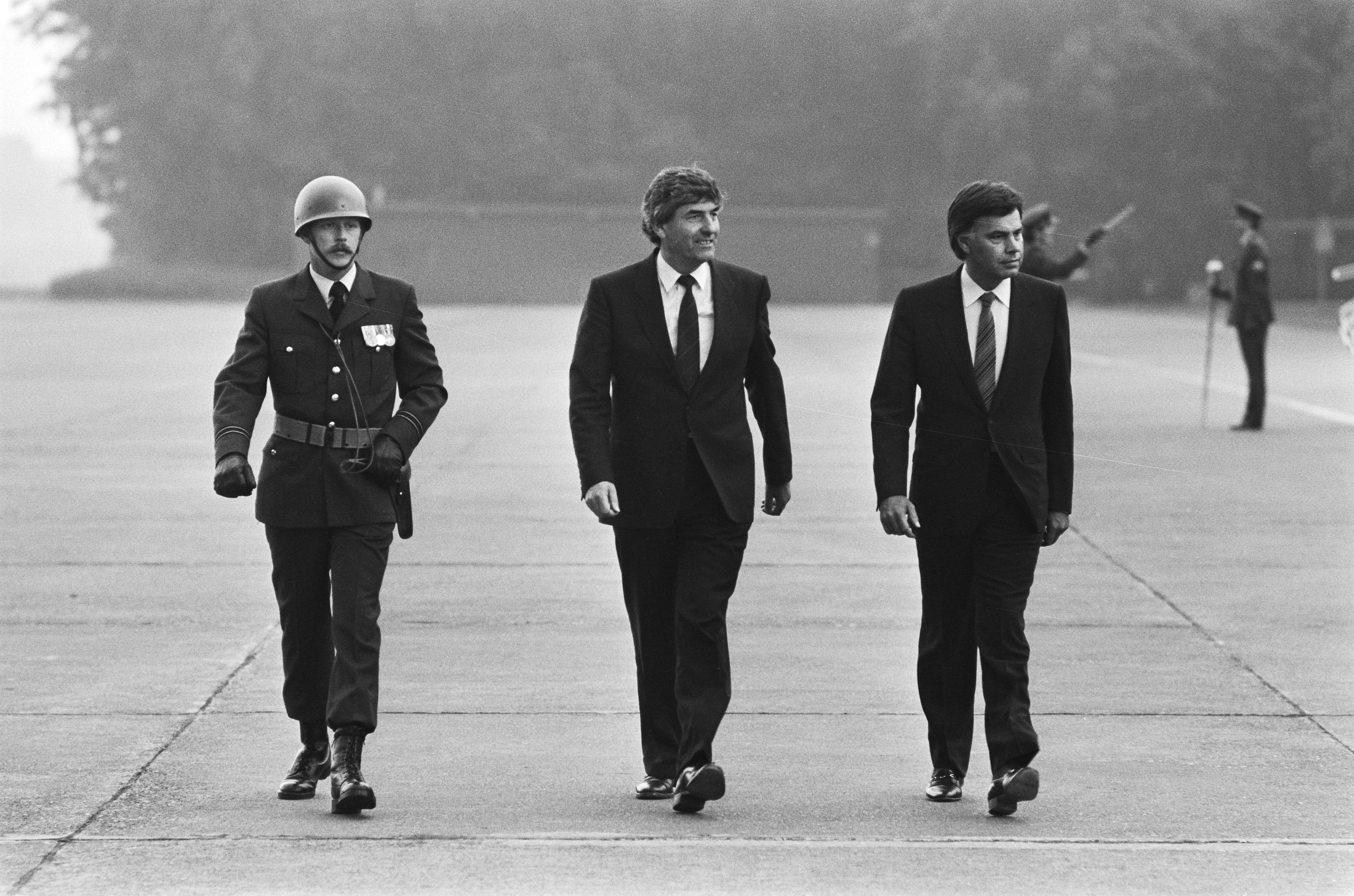
Felipe González, Primo ministro della Spagna, arriva all'Aeroporto di Ypenburg con Ruud Lubbers, Primo ministro dei Paesi Bassi, 1985

Il campo di aviazione fu costruito nel 1936 e fu inizialmente utilizzato per scopi ricreativi. Nel 1940, all'inizio della Seconda Guerra Mondiale, le forze tedesche cercarono di impossessarsene, attraverso un bombardamento aereo prima ed un lancio di paracadutisti poi, durante la Battaglia dell'Aia. Questa azione non ebbe comunque successo poiché, anche se i paracadutisti attaccarono ed occuparono l'edificio principale della base, gli olandesi riuscirono ad impedire che i tedeschi avanzassero verso L'Aia. Dopo che i Paesi Bassi si arresero alla Germania, la Luftwaffe non utilizzò più l'aeroporto per tutto il resto della guerra.
Dopo la guerra, l'aeroporto rimase civile fino al 1955, quando venne trasformato in una base aerea militare. A partire dal 1968, l'operatività dell'aeroporto diminuì in modo considerevole; la base aerea fu usata principalmente come aeroporto per VIP, in particolare politici, e per la famiglia reale. Nel 1982 fu deciso di chiudere la base ma ciò avvenne solo dopo dieci anni, nel 1992 quando fu abbandonato dalla Koninklijke Luchtmacht (Aeronautica Militare Reale dei Paesi Bassi). L'ultimo aereo a lasciare la base fu un aereo militare da trasporto decollato alla volta del Kuwait durante la Guerra del Golfo. Nel 1997, al posto dell'aeroporto, nacque l'area residenziale di Leidschenveen-Ypenburg.

## Stato attuale
Ai giorni d'oggi rimane molto poco delle strutture aeroportuali, fanno eccezione  alcuni edifici dell'ex campo militare presso il vecchio ingresso Brasserskade a Nootdorp, sempre in uso al Ministero della Difesa, e la vecchia torre di controllo del traffico aereo in stato di abbandono.